# 濱田水輝
濱田 水輝（はまだ みずき、1990年5月18日 - ）は、アメリカ合衆国ニュージャージー州出身のプロサッカー選手。Jリーグ・RB大宮アルディージャ所属。ポジションはディフェンダー（センターバック）、ミッドフィールダー。

## 来歴
アメリカ・ニュージャージー州出身。生後半年のころに家の事情で日本に帰国した。幼稚園在籍中にサッカーを始め、小学校時代は埼玉県和光市内の小学校に通学しながらFC和光リトルイレブンでプレーしていたが、小学校5年時に再びアメリカに渡った。カリフォルニア州所在のデ・アンザ・ヒーターズを経てサンタクララ・スポーティング・ラッカスに所属。2004年、U-15アメリカ合衆国代表候補トレーニングキャンプに招集され、翌2005年には同代表に選出された。
アメリカには中学校3年時まで滞在し、後日本に帰国して浦和レッズユースに入団。帰国半年程前より高校やJリーグのクラブユースに練習参加し、帰国後の進路を模索していたが、クラブユースサッカー選手権と高円宮杯の両方で優勝したジュニアユースの選手たちと一緒にプレーすることを希望し、浦和レッズユースを選んだと後にインタビューで語っている。ユース時代はボランチとしてプレー。2008年の高円宮杯U-18で優勝しており、マスコミから山田直輝や高橋峻希、原口元気らとともに「ユース黄金世代」と称された。また、サテライトでも2007年には4試合、2008年には2試合に出場。2006年、2007年にはU-16、U-17日本代表に選ばれている。2008年10月、山田直輝、高橋峻希、永田拓也とともにトップチームへの昇格内定が発表された。
2009年3月29日、ナビスコカップ第2節の横浜F・マリノス戦で後半41分に山田直輝と交代で途中出場。これがプロデビューとなった。同年6月21日、J1第14節の横浜F・マリノス戦で89分に鈴木啓太と交代で途中出場し、リーグ戦に初出場した。
2010年、シーズン当初はベンチ入りすらままならなかった状態だったが、天皇杯2回戦、対東京国際大学戦で先発出場し今季初出場を記録した。その後は徐々に出場機会を増やしていき、12月4日のJリーグ第34節、対ヴィッセル神戸戦で出場停止の山田暢久に替わりセンターバックでプロ入り初のリーグ戦先発出場を果たした。
2011年はU-23日本代表では試合出場機会を得ていたが、クラブでは出場はおろか、ベンチ入りも出来ない時期が続いていたが、終盤戦になりようやくセンターバックとして先発出場する試合が増えていったもののロンドンオリンピックのメンバーに生き残ることはできず外れた。
その後、2013年はアルビレックス新潟に期限付き移籍。2014年は浦和に復帰する。
2015年1月7日にアビスパ福岡へ完全移籍が決定した。
2017年シーズンをもって福岡を契約満了となり、ファジアーノ岡山へ完全移籍することになった。
2023年シーズンをもって岡山を契約満了となり退団が発表された。
2023年12月22日、大宮アルディージャへの完全移籍が発表された。
2025年2月15日、開幕戦の山形戦でRB大宮アルディージャとしてのファーストゴールとなる先制点を決めた。

## 人物
冷静で自身を客観的に見ることが出来ると評されるが、同時に現状を受け入れすぎてしまうとも評され、自身も「メンタルが課題」と語っている。

## 所属クラブ
- FC和光リトルイレブン（和光市立和光第五小学校）
- デ・アンザ・ヒーターズ
- サンタクララ・スポーティング・ラッカス
- 2006年 - 2008年  浦和レッズユース（埼玉県立和光国際高等学校）
- 2009年 - 2014年  浦和レッズ
  - 2013年  アルビレックス新潟（期限付き移籍）
- 2015年 - 2017年  アビスパ福岡
- 2018年 - 2023年  ファジアーノ岡山
- 2024年 -  大宮アルディージャ / RB大宮アルディージャ

## 個人成績
| 国内大会個人成績 | 国内大会個人成績 | 国内大会個人成績 | 国内大会個人成績 | 国内大会個人成績 | 国内大会個人成績 | 国内大会個人成績 | 国内大会個人成績 | 国内大会個人成績 | 国内大会個人成績 | 国内大会個人成績 | 国内大会個人成績 |
| 年度             | クラブ           | 背番号           | リーグ           | リーグ戦         | リーグ戦         | リーグ杯         | リーグ杯         | オープン杯       | オープン杯       | 期間通算         | 期間通算         |
| 年度             | クラブ           | 背番号           | リーグ           | 出場             | 得点             | 出場             | 得点             | 出場             | 得点             | 出場             | 得点             |
| 日本             | 日本             | 日本             | 日本             | リーグ戦         | リーグ戦         | リーグ杯         | リーグ杯         | 天皇杯           | 天皇杯           | 期間通算         | 期間通算         |
| ---------------- | ---------------- | ---------------- | ---------------- | ---------------- | ---------------- | ---------------- | ---------------- | ---------------- | ---------------- | ---------------- | ---------------- |
| 2009             | 浦和             | 26               | J1               | 1                | 0                | 4                | 0                | 0                | 0                | 5                | 0                |
| 2010             | 浦和             | 26               | J1               | 4                | 0                | 0                | 0                | 3                | 0                | 7                | 0                |
| 2011             | 浦和             | 26               | J1               | 4                | 0                | 3                | 0                | 3                | 0                | 10               | 0                |
| 2012             | 浦和             | 26               | J1               | 13               | 0                | 6                | 0                | 1                | 0                | 20               | 0                |
| 2013             | 新潟             | 5                | J1               | 6                | 0                | 6                | 1                | 1                | 0                | 13               | 1                |
| 2014             | 浦和             | 12               | J1               | 5                | 0                | 3                | 1                | 1                | 0                | 9                | 1                |
| 2015             | 福岡             | 2                | J2               | 26               | 4                | -                | -                | 1                | 0                | 27               | 4                |
| 2016             | 福岡             | 2                | J1               | 19               | 1                | 5                | 0                | 0                | 0                | 24               | 1                |
| 2017             | 福岡             | 2                | J2               | 4                | 0                | -                | -                | 2                | 0                | 6                | 0                |
| 2018             | 岡山             | 4                | J2               | 23               | 3                | -                | -                | 0                | 0                | 23               | 3                |
| 2019             | 岡山             | 4                | J2               | 16               | 0                | -                | -                | 1                | 0                | 17               | 0                |
| 2020             | 岡山             | 4                | J2               | 40               | 1                | -                | -                | -                | -                | 40               | 1                |
| 2021             | 岡山             | 4                | J2               | 29               | 0                | -                | -                | 1                | 0                | 30               | 0                |
| 2022             | 岡山             | 4                | J2               | 12               | 1                | -                | -                | 1                | 0                | 13               | 1                |
| 2023             | 岡山             | 4                | J2               | 3                | 0                | -                | -                | 2                | 0                | 5                | 0                |
| 2024             | 大宮             | 26               | J3               | 18               | 1                | 1                | 0                | 1                | 0                | 20               | 1                |
| 2025             | 大宮             | 26               | J2               |                  |                  |                  |                  |                  |                  |                  |                  |
| 通算             | 日本             | 日本             | J1               | 52               | 1                | 27               | 2                | 9                | 0                | 88               | 3                |
| 通算             | 日本             | 日本             | J2               | 153              | 9                | -                | -                | 8                | 0                | 161              | 9                |
| 通算             | 日本             | 日本             | J3               | 18               | 1                | 1                | 0                | 1                | 0                | 20               | 1                |
| 総通算           | 総通算           | 総通算           | 総通算           | 223              | 11               | 29               | 2                | 19               | 0                | 271              | 13               |

その他の公式戦
- 2015年
  - J1昇格プレーオフ 2試合0得点
- 公式戦初出場：2009年3月29日 - ナビスコカップ第2節・横浜F・マリノス戦（日産スタジアム）
- Jリーグ初出場：2009年6月21日 - J1第14節・横浜F・マリノス戦（日産スタジアム）
- 公式戦初得点：2013年3月20日 - ナビスコカップ第1節・大分トリニータ戦（東北電力ビッグスワンスタジアム）
- Jリーグ初得点：2015年3月29日 - J2第4節・ロアッソ熊本戦（レベルファイブスタジアム）

## タイトル

### クラブ
大宮アルディージャ
- J3リーグ・1回（2024年）
- 埼玉県サッカー選手権大会：1回（2024年）

## 代表歴
- U-17日本代表
  - 2006年 - AFC U-17選手権2006（優勝）
- U-23日本代表
  - 2012年 - ロンドン五輪アジア最終予選
  - 2012年 - トゥーロン国際大会
  - 2012年 - ロンドンオリンピック (予備登録メンバー)